# Canaan
Canaan (яп. カナン Канан, «Ханаан») — аниме-сериал студии P.A. Works, основанный на сеттинге бонусной сюжетной арки визуального романа 428: Shibuya Scramble компании Chunsoft и демонстрировавшийся в формате тринадцати серий в период с 4 июля по 26 сентября 2009 года на различных телеканалах Японии, а позже лицензированный в ряде других стран. Местом действия сериала служит китайский город Шанхай, в котором главная героиня произведения по имени Ханаан ведёт борьбу с группировкой «Змея», занимающейся тайной разработкой биологического оружия для проведения направленной мутации подопытных людей. Концепция сюжета и дизайн персонажей сериала были разработаны руководителями компании Type-Moon Киноко Насу и Такаси Такэути. Режиссёром картины являлся Масахиро Андо, ранее работавший на студии Bones. После выпуска сериала его сюжет был адаптирован в форматах манги и ранобэ, изданных компаниями Kadokawa Shoten и Bandai Visual.
Критики расценили аниме как неудачную работу из-за беспорядочной, по их мнению, экспозиции, серьёзно затруднявшей понимание основной сюжетной линии и препятствовавшей раскрытию черт характера персонажей, несмотря на изначальный высокий потенциал первоисточника. За озвучивание главной героини сериала сэйю Миюки Савасиро по итогам 2009 года удостоилась премии Seiyu Awards в номинации «Лучшая актриса в главной роли».

## Сюжет
Сюжет сериала базируется на сеттинге бонусной сюжетной арки визуального романа 428: Shibuya Scramble и является его продолжением, в центре истории которого оказывается молодая наёмница с Ближнего Востока по имени Ханаан. Местом действия произведения служит китайский город Шанхай, в который из Японии прибывает молодой фотокорреспондент Мария Осава для освещения грядущей Мировой антитеррористической конференции. В ходе уличной съёмки во время проведения местного праздника Мария случайно замечает странно ведущих себя людей в необычных масках и решает проследить за ними, но преследуемый ею человек погибает, а ей самой угрожает смерть со стороны группы неизвестных лиц. От фатальных последствий её спасает Ханаан, которая была знакома с Марией со времён событий бонусной сюжетной арки, разворачивавшихся за два года до этого, и выполняла свою собственную миссию в городе по борьбе с местной организованной преступной группировкой «Змея» (яп. 蛇 Хэби), ведущей террористическую деятельность по всей Юго-Восточной Азии.
Мария решает помочь Ханаан с расследованием этих странных событий, которые, как выясняется позже, были вызваны действием нового биологического оружия — вируса Уа, разрабатываемого группировкой «Змея», которая проводит эксперименты над людьми для выведения бойцов с особыми сверхчеловеческими навыками. Ханаан и Мария вместе с соратниками отправляются на завод, где производится это оружие, чтобы навсегда покончить с этой угрозой.

### Терминология
- Вирус Уа (яп. ウーアウイルス У:а вирусу) — биологическое оружие, которое испытывается группировкой «Змея» на жителях одной кашмирской деревни[2], а также было применено против жителей токийского района Сибуя два года назад. Воздействие вируса на организм человека заключается в инициировании мутагенеза, результатом которого становятся проявления у некоторых заражённых различных способностей, но чаще — многочисленных побочных эффектов, приводящих к смерти в течение ближайших двенадцати часов[3]. Вакцина против вируса была разработана в Японии отцом Марии — исследователем Кэндзи Осавой (яп. 大沢賢治 О:сава Кэндзи)[5].
- Перерождённый (яп. ボナー Бона:) — человек, однажды заражённый вирусом Уа, но сумевший выжить после мутации. За редким исключением приобретает различные сверхчеловеческие способности[6].
- Нераспустившийся (яп. アンブルーム Анбуру:му) — человек, заражённый вирусом Уа, но не подвергшийся мутациям. Нераспустившиеся имеют на теле крупное кровавое пятно в виде цветка и проявляют высокую чувствительность к ультрафиолетовому излучению и шумовому воздействию, из-за чего во избежание смерти вынуждены носить специальные маски[7].

### Главные герои
Ханаан (яп. カナン Канан). Главная героиня сериала, обладающая навыком синтестезии. Во время боевых действий на Ближнем Востоке против жителей деревни, в которой она проживала, был применён вирус Уа. В результате воздействия биологического оружия погибло всё население, кроме одной девочки, которую вскоре обнаружил наёмник по имени Шам (яп. シャム Сяму). Он взял её в воспитанницы, научил обращаться с оружием и дал ей имя Ханаан. Стремится свести личные счёты с лидером группировки «Змея» — девушкой Альфард, вместе с которой она была воспитана Шамом и которая убила его два года назад. Испытывает желание защищать Марию Осаву, к которой питает симпатию по причине особого эмоционального фона японки, ощущаемого Ханаан посредством синестезии.
Сэйю: Миюки Савасиро
Альфард (яп. アルファルド Аруфарудо). Лидер преступной группировки «Змея». В начале повествования захвачена сотрудниками ЦРУ, но сбегает от них во время этапирования. Ближайшей сподручной Альфард является китаянка Лян Ци (яп. リャンチー Рян Ти:) с ярко выраженными садистскими наклонностями, называющая Альфард собственной сестрой, стремящаяся во всём помогать ей и планирующая срыв антитеррористической конференции. В ходе биологических экспериментов Альфард пыталась воссоздать у подопытных навыки, сходные с синестезией Ханаан. Изначально тоже получила от Шама имя «Ханаан», но сменила его после убийства своего опекуна.
Сэйю: Маая Сакамото
Мария Осава (яп. 大沢マリア О:сава Мариа). Во время событий визуального романа в Сибуе была инфицирована вирусом Уа, но спасена собственным отцом, разработавшим специально для неё экспериментальную вакцину. Страдает избирательным выпадением памяти о тех событиях. Работает фотографом в паре с корреспондентом Минору Минорикавой (яп. 御法川実 Минорикава Минору).
Сэйю: Ёсино Нандзё

## История создания

### Дизайн и сеттинг
Сценарист компании Chunsoft Дзиро Исии впервые познакомился с представителями Type-Moon Киноко Насу и Такаси Такэути вскоре после выпуска визуального романа Fate/stay night, и в 2005 году пригласил их принять участие в его проекте новой игры для создания бонусной сюжетной арки, описывающей события, произошедшие за два года до основной истории произведения. Первоначально работа рассматривалась им, как сходная с игрой Otogirisou, изданной Chunsoft в 1992 году, и впоследствии получила название 428: Shibuya Scramble. По замыслу Исии, главной героине бонусной сюжетной арки по имени Ханаан была дарована способность синестезии, но из-за этой особенности сценарист не мог представить действие с этим персонажем в виде фотографического материала, под который разрабатывался роман 428: Shibuya Scramble. В результате им было принято решение о переходе в рамках этой арки к стилистике аниме; автор предположил, что к данной работе может хорошо подойти манера иллюстратора Такаси Такэути. Кроме того, поскольку способность Ханаан сильно выбивалась из реалистичного характера остальной работы, Исии счёл необходимым привлечь к проекту и сценариста Киноко Насу, которого он считал хорошо владеющим жанром городского фэнтези и способным сохранить человеческий облик героини.
В описываемый период компания Type-Moon находилась на финальной стадии разработки собственного визуального романа — Fate/hollow ataraxia, но вскоре после начала переговоров, несмотря на занятость, достаточно легко согласилась подключиться к проекту Исии, поскольку и от Насу, и от Такэути требовалось работать в их собственном оригинальном стиле, без особой оглядки на основное произведение. Со стороны Chunsoft был предоставлен краткий синопсис, а также ряд идей по типажу самой Ханаан. В частности, главная героиня будущей работы должна была стать «защитником справедливости» (яп. 正義の味方 Сэйги но миката), которая по modus operandi являлась бы террористом, противостоящей Альфард в бисёдзё-битве, и внешне походить на мальчика, причём с чертами лица персонажа Сэйбер из Fate/stay night. Исии также подчёркивал, что хотел перенести на Ханаан и некоторые черты характера Сэйбер, в особенности её непоколебимую верность убеждениям.
Работа в Type-Moon стартовала в 2006 году, и по её итогам был утверждён дизайн главной героини, выполненный в одежде стиля милитари с причёской, взятой у главной героини визуального романа Tsukihime Арквейд Брюнстад. Наибольшую сложность для иллюстратора Такаси Такэути, по его собственному признанию, представлял наставник Ханаан и Альфард — Шам, поскольку имелась установка передать в его внешнем облике одновременно и его сложный характер, и национальные черты. Впервые за время работы в Type-Moon Такэути не использовал при создании фоновых изображений фотографии реальных объектов, а работал по методу, подразумевающему создание полностью оригинальных пейзажей.
Киноко Насу отмечал, что со своей стороны стремился соответствовать слогу и основной идее 428: Shibuya Scramble, но сожалел, что ограничен рамками бонусной сюжетной арки, чувствуя готовность написать полноценную историю в форме визуального романа. Свои ощущения при этом он сравнивал с разочарованием героя аниме «Евангелион» Синдзи Икари, раз за разом получающего от командующего Гэндо Икари приказ продолжать пилотировать робота. Одновременно Насу подчёркивал, что испытывал трудности в сохранении привязки бонусной истории к оригиналу. Для сохранения относительного баланса сил фракций сценаристом был уменьшен радиус действия способности синестезии Ханаан. Необходимость нахождения общего между Альфард и Ханаан была решена Исии путём введения в сюжет появлявшегося в 428: Shibuya Scramble персонажа Шама, который должен был по предварительному замыслу погибнуть в основной арке.
Кроме того, поскольку по сюжету боевые действия между персонажами должны были проходить с использованием огнестрельного оружия, Насу консультировался по этому вопросу с автором ранобэ Fate/Zero Гэном Уробути, поскольку сам Насу прежде ни разу в своих произведениях не описывал такой тип сражений. Ввиду того, что в сюжете задействованы персонажи родом с Ближнего Востока, Насу решил включить в сюжетную канву упоминания об арабо-израильском конфликте, для чего специально изучал этот вопрос. Согласно Дзиро Исии, решение о включении этого антуража в сюжет было принято из желания эпатировать публику мирной Японии атмосферой войны, беспомощности и смерти.

### Производство сериала
Ещё до официального выпуска 428: Shibuya Scramble Дзиро Исии начал вынашивать планы по возможной аниме-адаптации визуального романа, предполагая, что экранизация не потребует вторичной переработки сюжета. Для реализации этой цели незадолго до издания игры Исии принял решение выступить продюсером адаптации и связался с главой студии P.A. Works Кэндзи Хорикавой, который, однако, настоял на использовании вместо основного сюжета бонусной сюжетной арки, которая уже была выполнена в аниме-стилистике. Исии принял условие Хорикавы с оговоркой, что экранизация хоть и будет выполнена на базе бонусной арки, но станет сиквелом визуального романа, дополняющим его сюжет. Кроме того было решено создавать сериал с разъяснением некоторых сюжетных подробностей первоисточника для большей доступности произведения для аудитории, не знакомой с оригиналом.
Для начала работы по адаптации Хорикавой была сформирована команда из числа сотрудников P.A. Works: режиссёром-постановщиком был назначен Масахиро Андо, чьей предыдущий работой являлся фильм Sword of the Stranger студии Bones; сценаристом стал Мари Окада, известный по сериалам «Рыцарь-Вампир», «Торадора!» и True Tears, дизайн персонажей был доверен Канами Сэкигути. Кроме того, для контроля за производственным процессом и написания синопсиса истории к созданию сериала были привлечены Киноко Насу и Такаси Такэути, а студии Studio Road было доверено выполнение финишной анимации. Как отмечал Масахиро Андо, после знакомства с предварительным сценарием от Насу студия приняла решение подвергнуть его частичному сокращению из-за чрезмерного, по их мнению, объёма. Другой работой, которой занималась компания Type-Moon, стала постановка отдельных сцен и выбор цветовой гаммы для мультипликаторов.
Центральной линией сериала было решено вновь сделать противостояние Ханаан и Альфард в жанре драмы, а также снова ввести как персонажа Марию Осаву с целью демонстрации различных культур сквозь призму восприятия японской девушки. Место действия было перемещено из токийского района Сибуя, в котором оно разворачивалось в основном сюжете визуального романа, в Шанхай, поскольку, по мнению Хорикавы, для раскрытия персонажей был необходим антураж крупного портового города, где герои могли бы сохранять индивидуальность, но в нужные моменты легко теряться в толпе. Для наиболее точной передачи местности Андо был направлен в командировку в Шанхай, где производил фотографическое изучение существующих объектов, однако в дальнейшем при создании сценария многие из них были изменены под требования необходимых сюжетных ходов. По словам Хорикавы, первоначально сериал планировался к созданию без привлечения большого бюджета и дорогих технологий — так, раскадровку выполнял сам режиссёр картины, а Дзиро Исии следил за соблюдением установленного денежного регламента, — но позже глава студии решил снять финансовые ограничения для расширения возможностей Андо. Аудиосоставляющая работы создавалась для объёмного звука по системе Dolby Digital с максимальным числом каналов 5.1.
На роли сэйю сериала были утверждены те же актёры, которые были задействованы в озвучивании бонусной сюжетной арки визуального романа. Главная роль Ханаан досталась Миюки Савасиро, отмечавшей, что наибольшую сложность в создании образа персонажа для неё представляла реализация восприятия синестезии. Чтобы решить эту проблему, Савасиро проводила особые тренировки, заключавшиеся в наблюдении за людьми в звукозаписывающей компании и накладывании на них в собственном воображении цвета. Манера речи персонажа передавалась актрисой по требованию режиссёра без резких утвердительных или отрицательных тонов, однако одновременно делалась попытка показать также наличие и характер чувств героини.

## Выпуск
Cериал был анонсирован в ноябрьском выпуске журанала Newtype под первоначальным названием 428 the animation, однако вскоре после издания визуального романа для платформы Nintendo Wii в декабре 2008 года оно было изменено на Canaan. На зимнем Комикете 2008 года состоялась коммерческая презентация трейлера картины, а также песни «Arousing Soul» в исполнении Файлан, 17 июня 2009 года они же начали демонстрироваться в промоакциях в преддверии выхода аниме.
Премьера сериала в Японии состоялась 4 июля 2009 года на телеканале Tokyo MX, но в дальнейшем трансляции сезона шли также на станциях AT-X, Chiba TV, Kansai TV, Tokai TV, TV Kanagawa и TV Saitama вплоть до 26 сентября. 28 сентября 2010 года Canaan начал распространяться онлайн и в кабельной сети Anime Network на английском языке. В октябре 2009 года все тринадцать серий картины были объединены в три полнометражных фильма. Билеты на сеансы в кинотеатры распространялись на зимнем Комикете 2009 года.
За исполнение роли Ханаан сэйю Миюки Савасиро была удостоена премии Seiyu Awards в номинации «Лучшая актриса в главной роли». По итогам 2009 года сериал вошёл в расширенный список претендентов на награду Japan Media Arts Festival в категории мультфильмов, но не попал в шортлист номинантов.
Сериал был выпущен на пяти DVD и носителях Blu-ray Disc в Японии в период с 21 октября 2009 года по 17 марта 2010 года. Издание Canaan на DVD не пользовалось высоким спросом, однако версия Blu-ray Disc стартовала третьей по объёму продаж аналогичной аниме-продукции в третьей декаде октября 2009 года. После выхода последующих томов Blu-ray Disc позиция картины в общем рейтинге по продажам опустилась до 17—18 места, но издание финального тома вновь вернуло её на третью позицию среди аниме и пятую среди всей продукции на этом носителе в марте 2010 года. Canaan был лицензирован и издан на обоих типах носителей компанией Sentai Filmworks на территории Северной Америки, Siren Visual — в Австралии, MVM Films  — в Великобритании, Kazé — во Франции, Mighty Media — на территории Китайской Республики, Гонконга, Макао и континентального Китая. На немецком языке Canaan был издан компанией Universum Film, сократившей общее число дисков до четырёх.

## Манга
Во время подготовки к выпуску аниме-сериала в начале 2009 года советом продюсеров картины было решено подготовить к одновременному выпуску и манга-адаптацию работы. Роль мангаки была доверена иллюстратору Акире Исиде, прежде неоднократно создававшему бонусные изображения для различных продуктов Type-Moon со времён визуального романа Kagetsu Tohya. По словам Такаси Такэути, выбор Исиды на эту должность был вызван наличием у художника большого опыта работы в визуальной стилистике компании и собственной манеры изображений, подходивший, по мнению руководителей, под характер сюжета Canaan. Мангаке было предоставлено право существенного отхода от сценарной канвы аниме-сериала для возможного создания частично независимой истории. 25 марта 2009 года в июльском выпуске журанала Comp Ace издательства Kadokawa Shoten появился анонс о будущем выпуске манги. Официальный выпуск стартовал уже со следующего номера журнала, а первый танкобон был выпущен 26 августа того же года во время показа сериала по телевидению. Всего было издано три танкобона манги, последний из которых увидел свет 26 марта 2011 года.
Кроме приближенной к аниме-версии манги Canaan в 2010—2011 году журналом Comic Gekkin издательства Bandai Visual были выпущены два танкобона Canaan Sfill в формате веб-комикса. В отличие от своего предшественника, создание комикса курировалось не руководством Type-Moon, а компанией Chunsoft, стремившейся связать воедино главную сюжетную арку визуального романа 428: Shibuya Scramble. Иллюстратором выступал Дзюн Сасамэюки. Помимо этого, после окончания аниме-сериала издательством Ichijinsha 24 октября 2009 года была выпущена антология манги, содержавшая в себе отдельные несвязанные сюжеты от различных авторов в сеттинге вымышленного мира Canaan.
Также в 2010 году издательством Kadokawa Shoten была в двух томах выпущена новеллизованная версия сериала, написанная Томонори Сугихарой с иллюстрациями Канами Сэкигути, предлагающая расширенный вариант событий картины.

## Музыка и радиопостановки
Музыкальное сопровождение сериала по заказу P.A. Works было написано композитором Хикару Нанасэ. Начальной композицией сериала, за исключением одиннадцатой и тринадцатой серий, не имевших вступительной заставки, стала песня «mind as Judgment» в исполнении певицы Файлан, которая впоследствии вошла в её первый профессиональный альбом Polaris. В качестве завершающей композиции была использована песня «My heaven» певицы Аннабель, для которой она стала дебютной в сольной карьере и была выпущена ей в качестве сингла. Кроме того, в сериале были использованы песни сэйю Аяхи Такагаки «Chaina Kibun de High Tension», «Inochinan dayo» и «LIFE», звучавшие в отдельных сериях. Для промоакций сериала Файлан была записана отдельная композиция, получившая название «Arousing Soul» и также вошедшая в первый альбом певицы. 25 ноября 2009 года Аннабель и Файлан выпустили совместный альбом Canaan Inspired Album, который состоял из character song отдельных персонажей, песен и аранжированных музыкальных композиций сериала.
Вместе с началом трансляций сериала по телевидению были запущены три тематические интернет-радиопостановки, распространявшиеся по системе предварительной подписки на вещание и озвученные сэйю аниме. Первой из них 4 июля 2009 года в эфир вышла Maria to Yun'yun no Shanhai Hanten de Aimasho, доступная только для персонального компьютера, с ведущими Ёсино Нандзё (Мария Осава) и  Харукой Томацу (Юнъюн); трансляции продолжались до 25 декабря 2009 года, всего было сделано 12 выпусков. 10 июля 2009 года для мобильных устройств начала вещание Ura Shanhai Hanten Hebi Tsuushin, в которой повествование велось от лица членов группировки «Змея» — Лян Ци (Риэ Танака) и Каммингса (Тору Окава). С 18 сентября 2009 года вещание постановки продолжилось на станции HiBiKi Radio Station, всего было произведено 10 выпусков. Обе эти постановки вошли в сборник Canaan DJCD Shanghai Hanten de Aimasho, изданный на двух компакт-дисках. Отдельно на официальном сайте аниме-сериала с 31 июля по 27 ноября 2009 года на протяжении 19 выпусков в эфир выходила постановка Nene no ne ne chotto kii te yo!, в которой от лица эпизодической героини — певицы Нэнэ в исполнении Аяхи Такагаки — слушателям рассказывались некоторые особенности сеттинга произведения, тематически связанные с содержанием транслировавшихся в то время серий.

## Критика
Аниме-сериал, несмотря на его изначально высокий потенциал, был расценён рецензентами как неудачная работа. На взгляд большинства критиков, основной причиной этому послужил выбранный создателями хронометраж из всего лишь тринадцати серий, что привело к перегруженности происходящего на экране сюжетной информацией, в которой аудитории было крайне сложно разобраться за один полный просмотр. Согласно рецензии Эллиота Пейджа для UK Anime Network, ключевая проблема Canaan заключалась в необходимости раскрытия большого числа показанных сюжетных линий, но вместо этого экспозиция сериала, не сумев полноценно сосредоточиться хотя бы на какой-то из них, получилась беспорядочной. Также из-за отсутствия сценарных акцентов на важных эпизодических элементах они не задерживались в памяти зрителя и лишь ещё более запутывали его при повторном проявлении в более поздних сериях. По мнению Пейджа и обозревателя The Fandom Post Криса Бевериджа, центральный конфликт произведения становился понятным лишь в 6—7 серии; это обстоятельство, как посчитали рецензенты, требовало отзрителя предварительного знакомства с визуальным романом-первоисточником.
Многими критиками отмечалась тематическое сходство сюжета произведения в виде истории «девушек с оружием» в мистическом окружении и его сеттинга с сериалами студии Bee Train — «Нуар», Madlax и El Cazador. По общей оценке неудачной была признана героиня Лян Ци, которая, по мнению части критиков, представляла собой психотическую фигуру, отнимающую у других персонажей экранное время; в частности, Тим Джонс из THEM Anime заметил, что не испытал и толики разочарования после её убийства из-за раздражающего характера китаянки. По мнению других рецензентов, сюжетная роль Лян была достаточно шаблонной, а значимость её пребывания в кадре сводилась к необходимости демонстрации нижнего белья как части этти-фансервиса. Отрицательные оценки получила и Мария Осава, поскольку для обозревателей осталась невыясненной причина изначального вовлечения этого персонажа в события сериала. Её роль в фабуле, по мнению критиков, ограничивалась клише «счастливой девушки для спасения главным персонажем», не вписывающейся в остальной сеттинг произведения. Согласно Крису Бевериджу, выбивалось из предложенной концепции вымышленной вселенной Canaan и поведение мировых лидеров, провозглашавших идеи «мира и любви».
Главные героини сериала — Ханаан и Альфард — получили неоднозначные оценки. Часть обозревателей назвала их «интересными», но «неверно использованных». Однако, согласно рецензиям других критиков, было выявлено большое количество сценарных недочётов, в особенности недостаточное раскрытие предыстории и сюжетных линий, так или иначе связанных с Альфард, из-за чего восприятие персонажа разнилось от жанрового клише «абсолютного зла» до попыток разглядеть идеологическую подоплёку в её действиях. Ханаан также удостоилась диаметрально противоположных отзывов: Терон Мартин из Anime News Network охарактеризовал её как персонажа со сложной эмоциональностью, непохожего на главную героиню «Нуар» Кирико, но Тим Джонс отмечал её низкую индивидуальность и мальчишескую неспособность выражать собственные эмоции, что было лишь подчёркнуто озвучиванием Миюки Савасиро. Также указывалось, что Ханаан наделили избыточными способностями, которые позволяют ей без особого труда выходить из любых передряг, из-за чего героине было сложно сопереживать, но сама идея построения её навыков вокруг синестезии была воспринята благосклонно. Второстепенные персонажи были охарактеризованы рецензентами как незапоминающиеся, а излишне частая практика их «воскрешения» спустя несколько серий после предполагаемого убийства была подвергнута отдельной критике. Люк Кэрролл из Anime News Network дополнительно отмечал, что создатели сериала решили не передавать национальный колорит героев, несмотря на то что многие из них принадлежат к разным нациям, а местом действия выбрана территория Китая.
В отличие от сюжета Canaan, визуальная часть сериала получила высокие оценки рецензентов, в частности выделявших плавность анимации персонажей, особенно во время боевых сцен, и качество прорисовки фоновых изображений. Предложенный Type-Moon дизайн персонажей также удостоился положительных отзывов и, на взгляд обозревателя The Fandom Post Криса Хоумера, хорошо создавал реалистичную атмосферу, а Эллиот Пейдж охарактеризовал его как «грубоватый, но хорошо подходящий для боевика». В числе главных достоинств работы выделялись боевые сцены с проработанной сценической хореографией героев, но, по мнению Мартина Терона, внедрение в них компьютерной графики приводило к ощущению искусственности некоторых спецэффектов. Музыкальное сопровождение работы было названо «атмосферным» и «хорошо подчёркивающим сеттинг».
На взгляд различных критиков, Canaan обладал многими составляющими для возможного успеха (высоким бюджетом, интересным сеттингом, коллективом опытных аниматоров и персоналом Type-Moon), но в итоге «остановился посередине между успехом и полным провалом» исключительно из-за сценарных проблем картины, своими сильными и слабыми сторонами напоминая сериал Angel Beats!.